# Elezioni presidenziali in Colombia del 1990
Le elezioni presidenziali in Colombia del 1990 si tennero il 27 maggio.
Il processo elettorale fu caratterizzato da una serie di violenze estreme dirette dal narcotraffico, guidato da Pablo Escobar; tre furono i candidati alla presidenza assassinati: Bernardo Jaramillo Ossa, Luis Carlos Galán e Carlos Pizarro. Il candidato del partito socialdemocratico, il Partito Liberale Colombiano, César Gaviria vinse le elezioni con quasi il 48% dei suffragi.

## Risultati
| César Gaviria               | Partito Liberale                       | 2 891 808  | 48,18 |  |  |  |  |  |
| Alvaro Gómez Hurtado        | Movimiento de Salvación Nacional       | 1 433 913  | 23,89 |  |  |  |  |  |
| Antonio Navarro Wolf        | Alianza Democrática M- 19              | 754 740    | 12,57 |  |  |  |  |  |
| Rodrigo Lloreda Caicedo     | Partito Conservatore                   | 735 374    | 12,25 |  |  |  |  |  |
| Regina Betancour de Liska   | Movimiento Unitario Metapolítico       | 37 537     | 0,63  |  |  |  |  |  |
| Claudia Rodríguez de C,     | Partido Nacional Cristiano             | 33 645     | 0,56  |  |  |  |  |  |
| Oscar Loaiza                | Partido Natural                        | 9 468      | 0,16  |  |  |  |  |  |
| José Agustén Linares Patiño | Partido Demócrata Cristiano            | 9 048      | 0,15  |  |  |  |  |  |
| Luis Carlos Valencia Sarria | Partido Socialista de los Trabajadores | 8 168      | 0,14  |  |  |  |  |  |
| Guillermo Alemán            | Movimiento Orientación Ecológica       | 7 429      | 0,12  |  |  |  |  |  |
| Jesús García P,             | Movimiento Amor por Colombia           | 2 411      | 0,04  |  |  |  |  |  |
| Jairo Hugo Rodríguez León   | Movimiento Encuentro 88                | 996        | 0,02  |  |  |  |  |  |
| Voti in bianco              | Voti in bianco                         | 77 727     | 1,29  |  |  |  |  |  |
| Totale                      | Totale                                 | 6 002 264  | 100   |  |  |  |  |  |
|                             |                                        |            |       |  |  |  |  |  |
| Voti non validi             | Voti non validi                        | 45 302     | 0,75  |  |  |  |  |  |
| Votanti                     | Votanti                                | 6 047 566  | 43,50 |  |  |  |  |  |
| Elettori                    | Elettori                               | 13 903 324 |       |  |  |  |  |  |

- Nei risultati ufficiali, il totale dei voti conseguiti dai candidati ammonta a 5.924.547, superiore di 10 unità alla relativa sommatoria; l'incoerenza si è riflessa anche sul dato dei votanti (6.047.576); la Misión de Observación Electoral ha successivamente indicato 6.047.566 votanti[2].